# 입동
| 24절기 - 입춘 - 우수 - 경칩 - 춘분 - 청명 - 곡우 - 입하 - 소만 - 망종 - 하지 - 소서 - 대서 - 입추 - 처서 - 백로 - 추분 - 한로 - 상강 - 입동 - 소설 - 대설 - 동지 - 소한 - 대한 ← ↓ → ↑ | 24절기 - 입춘 - 우수 - 경칩 - 춘분 - 청명 - 곡우 - 입하 - 소만 - 망종 - 하지 - 소서 - 대서 - 입추 - 처서 - 백로 - 추분 - 한로 - 상강 - 입동 - 소설 - 대설 - 동지 - 소한 - 대한 ← ↓ → ↑ | 24절기 - 입춘 - 우수 - 경칩 - 춘분 - 청명 - 곡우 - 입하 - 소만 - 망종 - 하지 - 소서 - 대서 - 입추 - 처서 - 백로 - 추분 - 한로 - 상강 - 입동 - 소설 - 대설 - 동지 - 소한 - 대한 ← ↓ → ↑ |
| 황경 | 절기 | 양력 |
| --- | --- | --- |
| 봄 | | |
| 315° | 입춘 | 2/3~5 |
| 330° | 우수 | 2/18~19 |
| 345° | 경칩 | 3/5~6 |
| 0° | 춘분 | 3/20~21 |
| 15° | 청명 | 4/4~5 |
| 30° | 곡우 | 4/20~21 |
| 여름 | | |
| 45° | 입하 | 5/5~6 |
| 60° | 소만 | 5/21~22 |
| 75° | 망종 | 6/5~6 |
| 90° | 하지 | 6/21~22 |
| 105° | 소서 | 7/7~8 |
| 120° | 대서 | 7/22~23 |
| 가을 | | |
| 135° | 입추 | 8/7~8 |
| 150° | 처서 | 8/22~24 |
| 165° | 백로 | 9/7~8 |
| 180° | 추분 | 9/22~23 |
| 195° | 한로 | 10/8~9 |
| 210° | 상강 | 10/23~24 |
| 겨울 | | |
| 225° | 입동 | 11/7~8 |
| 240° | 소설 | 11/22~23 |
| 255° | 대설 | 12/7~8 |
| 270° | 동지 | 12/21~22 |
| 285° | 소한 | 1/5~6 |
| 300° | 대한 | 1/19~21 |

입동(立冬, 문화어: 립동)은 24절기의 19번째로 태양 황경이 225도가 될 때이다.
양력으로는 11월 7일 또는 8일에 해당한다.

## 기후
- 싸늘한 바람이 불어 온다.

## 풍속
- 대체로 입동을 전후하여 김장을 담갔으나 요즘은 지구 온난화로 인해 늦어지는 추세이다.
- 전국적으로 음력 10월 10일~30일 사이에 햇곡식으로 시루떡을 만들어 고사를 지내거나 조상의 묘에 시제를 지내고, 이웃끼리 나누어 먹곤 한다.

## 72후
입동 기간의 72후는 이하대로.
초후
산다시개 (山茶始開): 애기동백이 피기 시작한다 (일본)
수시빙 (水始氷): 물이 얼기 시작한다 (중국)
차후
지시동 (地始凍): 대지가 얼기 시작한다 (일본·중국)
말후
금잔향 (金盞香): 수선의 꽃이 핀다 (일본)
야계입수위신 (野鶏入水為蜃): 꿩이 바다에 들어가 대합이 된다 (중국)

## 기상학적 계절 구분과의 비교

### 나라별 현황

#### 대한민국
기상학에서는 기온 변화에 따라 계절을 구분한다. 대한민국 기상청은 9일동안 일 평균기온이 5°C 미만 내려간 후, 다시 올라가지 않을 때, 그 첫번째 날을 겨울의 시작일로 정의한다.
이 기준으로 전국 6개 지점 (강릉, 대구, 목포, 부산, 서울, 인천) 과 서울의 30년 단위, 10년 단위 평균 겨울 시작일과 종료일, 그리고 길이 (기간) 를 보면, 다음과 같다.
- 전국 6개 지점 (강릉, 대구, 목포, 부산, 서울, 인천)의 30년 단위 겨울 시작일, 종료일, 길이 (기간)

| 순번 | 연도            | 시작일 ~ 종료일     | 기간 | 비율  |
| ---- | --------------- | ------------------- | ---- | ----- |
| 1    | 1971년 ~ 2000년 | 12월 1일 ~ 3월 7일  | 97일 | 26.6% |
| 2    | 1981년 ~ 2010년 | 12월 3일 ~ 3월 6일  | 94일 | 25.8% |
| 3    | 1991년 ~ 2020년 | 12월 4일 ~ 2월 28일 | 87일 | 23.8% |

- 서울의 30년 단위 겨울 시작일, 종료일, 길이 (기간)

| 순번 | 연도            | 시작일 ~ 종료일      | 기간  | 비율  |
| ---- | --------------- | -------------------- | ----- | ----- |
| 1    | 1971년 ~ 2000년 | 11월 22일 ~ 3월 14일 | 113일 | 31.0% |
| 2    | 1981년 ~ 2010년 | 11월 24일 ~ 3월 11일 | 108일 | 29.6% |
| 3    | 1991년 ~ 2020년 | 11월 24일 ~ 3월 11일 | 108일 | 29.6% |

- 전국 6개 지점 (강릉, 대구, 목포, 부산, 서울, 인천)의 10년 단위 겨울 시작일, 종료일, 길이 (기간)

| 순번 | 연도            | 시작일 ~ 종료일     | 기간 | 비율  |
| ---- | --------------- | ------------------- | ---- | ----- |
| 1    | 1991년 ~ 2000년 | 12월 2일 ~ 3월 1일  | 90일 | 24.7% |
| 2    | 2001년 ~ 2010년 | 12월 5일 ~ 3월 7일  | 93일 | 25.5% |
| 3    | 2011년 ~ 2020년 | 12월 2일 ~ 2월 26일 | 87일 | 23.8% |

- 서울의 10년 단위 겨울 시작일, 종료일, 길이 (기간)

| 순번 | 연도            | 시작일 ~ 종료일      | 기간  | 비율  |
| ---- | --------------- | -------------------- | ----- | ----- |
| 1    | 1991년 ~ 2000년 | 11월 23일 ~ 3월 6일  | 104일 | 28.5% |
| 2    | 2001년 ~ 2010년 | 11월 30일 ~ 3월 11일 | 102일 | 27.9% |
| 3    | 2011년 ~ 2020년 | 11월 23일 ~ 3월 11일 | 109일 | 29.9% |

## 기타
- 천문학적으로는 춘분, 하지, 추분, 동지 등 4개만 큰 의미가 있을 뿐, 나머지 20개는 특별한 명칭과 의미가 없다. 더 정확하게 말하면, 천문학에서는 춘분점, 하지점, 추분점, 동지점 등 4개만 있고, 나머지 20개에 대응하는 명칭이나 용어가 없다.[8]
- 또한, 춘분, 하지, 추분, 동지 등 4개는 기상현상이 아니라 천문현상으로서, 이들 4개는 기후변화와 관계없다.[9]
- 지구에서 봤을 때, 태양의 궤적은 북회귀선과 남회귀선 사이를 왔다갔다 한다. 태양이 춘분점이나 추분점에 있을 때 적도(0°)에 있으며, 하지점에 있을 때 북회귀선(북위 23.5°)에 도달하며, 동지점에 있을 때 남회귀선(남위 23.5°)에 도달한다. 태양이 남위 약 11.7°, 즉 남회귀선과 적도의 가운데에 있을 때는 입춘, 입동이 아니라, 우수, 상강이다. (한국천문연구원 천문우주지식정보 - 생활천문관 - 태양고도/방위각계산 참고)[10]
- 참고로, 이는 낮의 길이, 즉 하루 24시간, 1,440분 중에 낮이 차지하는 비율과도 같다. 한국천문연구원 천문우주지식정보 - 생활천문관 - 일출일몰시각계산을 통해, 낮의 길이, 즉 하루 24시간, 1,440분 중에 낮이 차지하는 비율을 계산하면, 대한민국 서울(북위 37.5°)을 기준으로, 춘분은 약 50% 이고, 하지는 약 60%, 추분은 약 50%, 동지는 약 40%이다.[11] 그리고  이들의 중간인 약 45% 일 때는 입춘, 입동이 아니라, 우수, 상강이다. 입춘, 입동은 약 43%이다. (입춘, 입하, 입추, 입동이, 우수, 곡우, 처서, 상강보다 ±2%p 정도 차이가 나는 것인데, 이는 결국 ±28.8분 정도 차이가 나는 것이다.) (24절기, 적위 참고)

## 같이 보기
- 절분
- 분점 (춘분점, 추분점)
- 지점 (하지점, 동지점)
- 적경 (24절기에 따른 태양의 적경 참고)
  - 춘분, 하지, 추분, 동지 등 4개만 태양의 적경과 황경이 일치하고, 나머지 20개는 일치하지 않음.
- 적위 (24절기에 따른 태양의 적위, 태양의 위치, 낮의 길이 (일출~일몰), 낮의 비율 참고)
  - 춘분 (또는 춘분점) (태양의 적위 0°, 태양의 위치 적도, 하루 24시간 중 낮이 차지하는 비율 약 50%)
  - 하지 (또는 하지점) (태양의 적위 +23.4°, 태양의 위치 북회귀선, 하루 24시간 중 낮이 차지하는 비율 약 60%)
  - 추분 (또는 추분점) (태양의 적위 0°, 태양의 위치 적도, 하루 24시간 중 낮이 차지하는 비율 약 50%)
  - 동지 (또는 동지점) (태양의 적위 -23.4°, 태양의 위치 남회귀선, 하루 24시간 중 낮이 차지하는 비율 약 40%)
- 겨울

## 참고 문헌 및 링크
- 한국천문연구원 천문우주지식정보 → 생활천문관 → 월별 천문현상 에서는 춘분, 하지, 추분, 동지 등 4개만 절입시각이 표기돼 있고, 나머지 20개의 절입시각은 표기돼 있지 않다. (이는 한국천문연구원에서 매년 11월쯤에 발행하는 역서, 천문력(벽걸이용, 탁상용)을 통해서도 확인할 수 있다. 그리고 역서, 천문력(벽걸이용, 탁상용)은 구매하여 이용할 수 있다. (무료 아님)) 단, 한국천문연구원 천문우주지식정보 → 생활천문관 → 달력자료(월력요항) → 달력자료 에서는 나머지 20개의 절입시각도 확인할 수 있다.
- 이 문서에는 다음커뮤니케이션(현 카카오)에서 GFDL 또는 CC-SA 라이선스로 배포한 글로벌 세계대백과사전의 내용을 기초로 작성된 글이 포함되어 있습니다.